# 専念寺 (足立区)
専念寺（せんねんじ）は、東京都足立区にある浄土真宗本願寺派の寺院。

## 歴史
1931年（昭和6年）、川口法水によって開山された。前年に開設した説教所が当寺の起源である。
その後戦後混乱期にあって、日本の復興には幼児教育が不可欠との認識から、1949年（昭和24年）に専念寺若草幼稚園（現・第一若草幼稚園）を、1951年（昭和26年）に専念寺第二若草幼稚園（現・専念寺幼稚園）を相次いで開設した。これまでに両園合せて卒園者は数千人に達している。
当寺は長らく、現在地より南の関原にある第一若草幼稚園の場所に位置していたが、1978年（昭和53年）に現在地に移転した。両幼稚園が関原に所在しているのは、設立母体の当寺が関原にあったことによる。

## 交通アクセス
- 竹ノ塚駅より徒歩13分（経路案内）。